# Torben Ulrich
Torben Ulrich (Frederiksberg, 4 de octubre de 1928-20 de diciembre de 2023) fue un tenista profesional y músico danés. Padre de Lars Ulrich, miembro fundador de Metallica.

## Ámbito deportivo
Su mejor posición en el ranking de individuales fue el número 96 en octubre de 1973. 
En 1959 llegó a la cuarta ronda de Roland Garros. En 1959 llegó a la cuarta ronda de Wimbledon. Llegó a cuarta ronda del Campeonato de Estados Unidos en 1953, 1956, 1964 y 1968. 
Tuvo un récord de 97 partidos ATP ganados.
Falleció el 20 de diciembre del 2023, según publicó en sus redes sociales su propio hijo.